# Advocacia jornalística
A advocacia jornalística
 é uma modalidade de jornalismo deliberadamente voltada para a divulgação de notícias sob um ponto de vista mais enviesado, comumente com objetivos políticos, econômicos e sociais.

## Histórico
De um ponto de vista histórico, é possível perceber que o conceito do jornalismo como instrumento imparcial de transmissão de notícias e ideias é relativamente recente. Tendo a Imprensa originalmente um caráter advocatício, é possível perceber a influência de pontos de vista políticos em matérias jornalísticas e equivalentes ao longo dos séculos: o panfleto político “Common Sense”, de Thomas Paine foi descrito em sua época como “radical” pelos súditos americanos de George III, mas ainda assim foi tão influente que John Adams teria uma vez dito que “sem a pena do autor de Senso Comum, a espada de Washington teria sido erguida em vão”; Jornais de cunho puramente político, como os que rodavam pela França Revolucionária, como “ L'Ami du peuple” de Jean-Paul Marat, influenciaram nos rumos políticos da França.
Foi somente no começo do Século XX, com o desenvolvimento das agências de notícias internacionais, como Associated Press, que o Jornalismo passou a demonstrar um padrão mais imparcial e objetivo, também conhecido como “catch-all”, com o propósito de expandir seu público-alvo e aumentar a renda arrecadada pelos jornais por meio de anúncios publicitários.

## Cenário atual
Com o crescimento da indústria de entretenimento, a Imprensa tradicional começou a perder espaço, quadro este que se agravou com a popularização de serviços de mídia como a TV por assinatura nos anos 1980 e o advento da Era Digital. Os padrões de consumo de notícias mudou drasticamente no Século XXI, especialmente entre os jovens, que tendem a consumir conteúdo por mídias sociais online em detrimento de telejornais. Tal cenário foi agravado pela crescente polarização política, que levou a uma crescente desconfiança das notícias veiculadas pelo grandes conglomerados de mídia.
Nos Estados Unidos, surgiram neste cenário certos grupos argumentando então pela advocacia jornalística, argumentando que os órgãos de imprensa que exercem a advocacia jornalística, têm uma linha editorial publicamente reconhecida, isto é, são claros a respeito de sua posição editorial. Os meios de comunicação de massa, por vez, teriam 'vieses' implícitos ou ocultos pelo seu caráter menos politicamente engajado. Com a polarização política mundial na metade final da década de 2010, este ponto de vista ganhou força, em especial devido à pesquisas que indicam que o novo público-alvo dos conglomerados de mídia é mais seletivo em relação ao seu consumo de notícias, priorizando veículos com viés ideológico de acordo com suas preferências, o que levou à uma retomada do antigo status quo de jornalismo politicamente engajado.